# Buchenblattlaus
Die Buchenblattlaus  (Phyllaphis fagi), auch als Wollige Buchenlaus, Buchenzierlaus, Buchenblattbaumlaus oder Buchenwolllaus bezeichnet, ist eine Blattlaus aus der Gattung Phyllaphis in der Familie der Zierblattläuse (Callaphididae). Auffälliges Merkmal der Buchenblattlaus sind weiße Ausscheidungen von Wachswolle, die den Tieren anhaften.

## Merkmale
Die Läuse erreichen eine Körperlänge von ein bis drei Millimetern und sind hellgrün, einige Tiere zeigen eine unterschiedlich ausgeprägte dunkle Bänderung des Hinterleibs. Geflügelte wie auch ungeflügelte Tiere scheiden aus den zu Rückenporen zurückgebildeten Rückenröhren weiße bis bläulichweiße Wachsfäden aus, die ihnen ein wolliges Erscheinungsbild verleihen.

## Lebensweise

Zeitlicher Ablauf der Generationsfolge in Mitteldeutschland. Eine geschlechtliche Generation (Sexuales) tritt erst im Herbst auf.

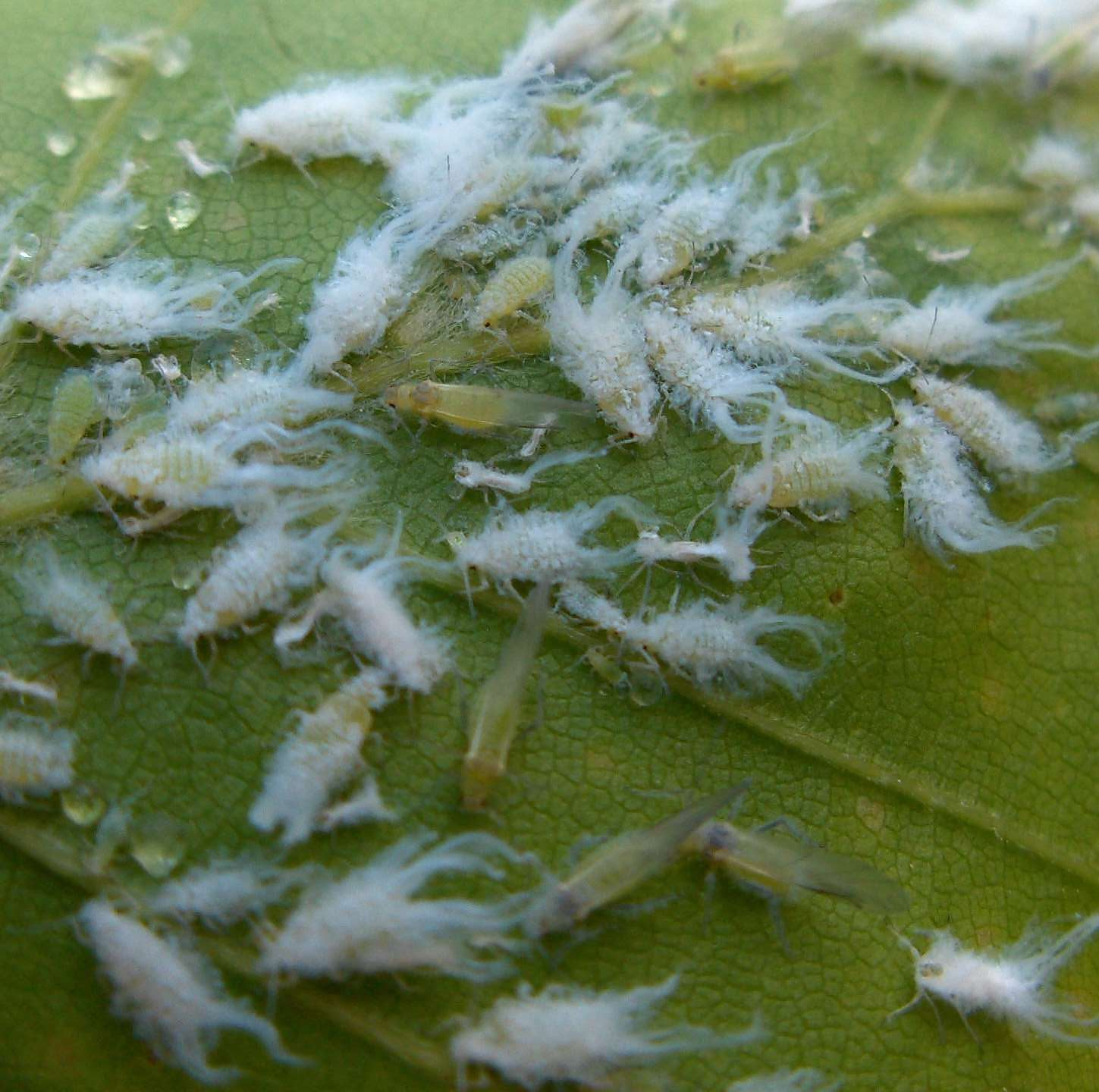
Kolonie auf der Unterseite eines Buchenblattes

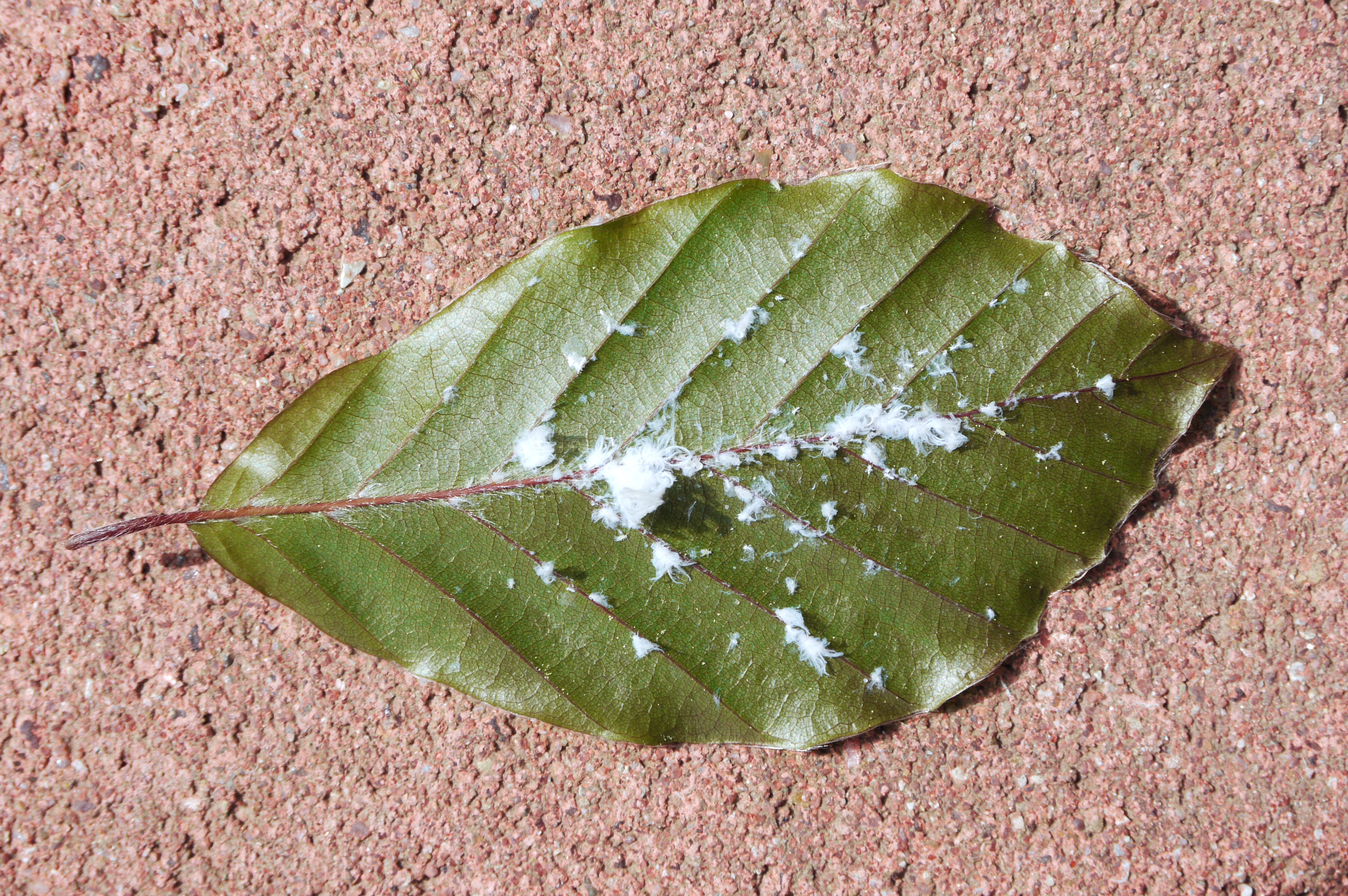
Kolonie auf der Unterseite eines Blutbuchenblattes

Wirtspflanzen der Buchenblattlaus sind Buchenarten, in Europa insbesondere die Rotbuche und deren Varietäten wie Blutbuche und Süntel-Buche, in Nordamerika die Amerikanische Buche und in der Türkei die Orient-Buche. Selten siedeln die Tiere auf unterständigen Pflanzen wie dem Wald-Frauenfarn. Im Gegensatz zu vielen anderen Blattläusen ist die Buchenblattlaus nicht wirtswechselnd; auch geflügelte Generationen suchen keine anderen Wirtspflanzenarten auf.

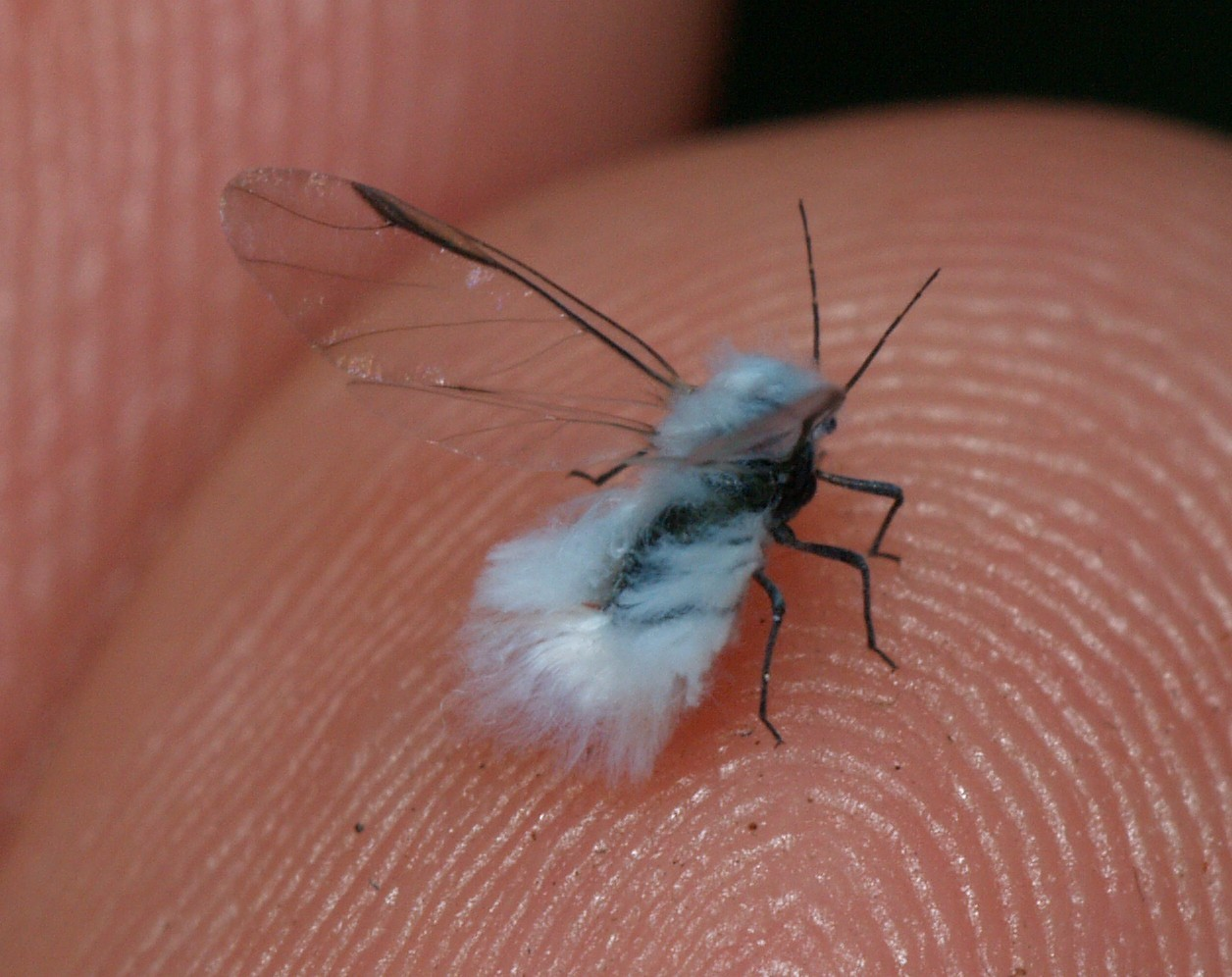
Eine geflügelte Buchenblattlaus

Die holozyklische Generationsfolge beginnt im Frühjahr mit dem Schlüpfen der Eilarven aus den Wintereiern, die im Vorjahr an Knospen und Rindenspalten der Wirtspflanze abgelegt wurden. Die zunächst 1 mm großen Tiere suchen austreibende Knospen zur Nahrungsaufnahme auf,  wo sie sich – abhängig von den Witterungsbedingungen – nach etwa zwei bis drei Wochen und mindestens drei Häutungen zu ungeflügelten, 2–3 mm großen Fundatrices (lateinisch Fundatrix: Stammmutter) entwickeln. Ein bis zwei Tage nach der letzten Häutung (Ende Mai) beginnen sie mit der  Geburt von Junglarven der nachfolgenden Generation (Virgines). Eine Fundatrix kann bis zu 80 Virgines hervorbringen.
Die Virgines der ersten Generation bilden Kolonien auf der Unterseite befallener Blätter. Während des Sommers treten mehrere Generationen auf, dabei entwickeln sich sowohl geflügelte wie ungeflügelte Imagines, die bis zum Herbst weitere Generationen durch ungeschlechtliche Vermehrung hervorbringen. Erst im Herbst erscheint eine geschlechtliche Generation mit geflügelten Männchen. Nach der Begattung legen die Weibchen 10 bis 16 Wintereier an der Wirtspflanze ab.
Wie alle Blattläuse ernährt sich Phyllaphis fagi überwiegend von Aminosäuren aus den Leitbündeln der Wirtspflanze, die sie mit den zum Saugrüssel ausgebildeten Mundwerkzeugen ansticht. Der überwiegende Teil dieses an Kohlenhydraten reichen Phloemsafts wird als zuckerhaltiger Honigtau wieder ausgeschieden.

## Verbreitung
Das Verbreitungsgebiet erstreckt sich über große Teile des warmgemäßigten Europas bis zum Kaukasus. In Asien gibt es unter anderem Vorkommen in Anatolien. Zudem findet man die Art in Nordamerika, Australien und Neuseeland.

## Bedeutung

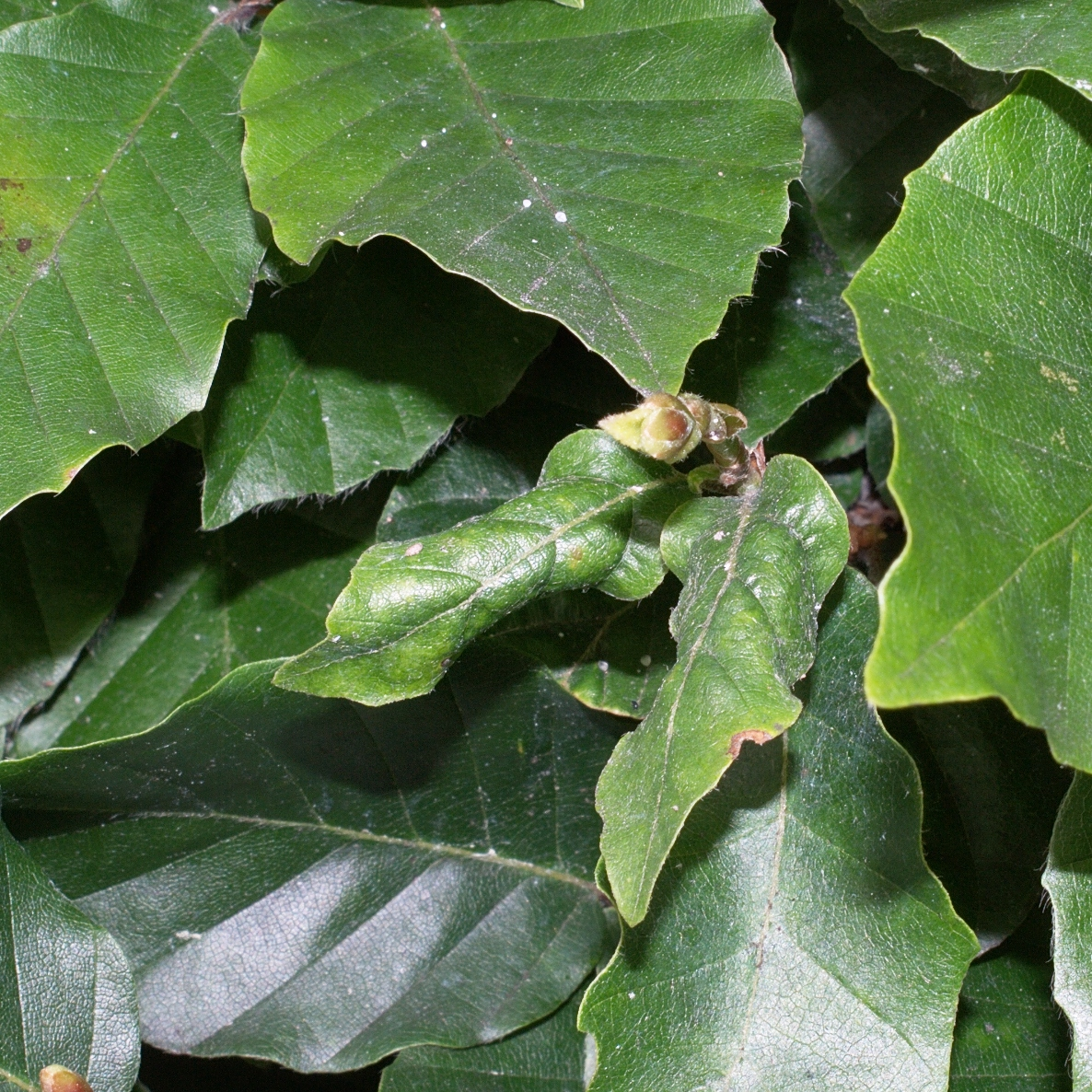
Typisches Schadbild: Befallene Blätter rollen sich von den Rändern her ein; braune Flecken zeigen absterbendes Blattgewebe an. Die Läuse sitzen verdeckt auf der Blattunterseite.

Blätter und Triebe der Wirtspflanze können bei starkem Befall so sehr geschädigt werden, dass sich die betroffenen Blätter von den Rändern her einzurollen beginnen und häufig auch unter Braunfärbung von den Rändern her vertrocknen. Auch vollständig verdorrte Triebspitzen gehören zum Schadbild. Während bei größeren Bäumen solche Schäden in der Regel kaum ins Gewicht fallen, können sie bei Jungkulturen und Hecken deutliche Zuwachsausfälle verursachen.
Die Buchenblattlaus ist eine bienenwirtschaftlich wichtige Erzeugerin von Honigtau. Zu den Fressfeinden gehören Schwebfliegen, Schlupfwespen, Florfliegen und Marienkäfer.

## Belege